# Juniores (atletica leggera)
La categoria juniores, a livello internazionale denominata under 20, è una suddivisione dell'atletica leggera stabilita in base all'età dalla World Athletics. Comprende tutti gli atleti dai 18 ai 19 anni compiuti nell'anno in cui gareggiano per la categoria. È la seconda nell'ordine per età nell'insieme delle categorie assolute: uno juniores può gareggiare insieme a qualunque atleta di almeno 16 anni compiuti, anche se le premiazioni avvengono comunque divise per categoria.

## Discipline
Nella categoria juniores è possibile gareggiare in quasi tutte le discipline della categoria seniores, con l'eccezione della maratona. Nei 110 metri ostacoli l'altezza dell'attrezzo è di poco inferiore (1,00 m invece di 1,06 m); nel getto del peso, del disco (spesso 1,75 kg) del martello il peso dell'attrezzo può essere minore, anche se comunemente è come nei seniores.

## Competizioni internazionali
Ogni due anni si tengono in sedi sempre diverse i Campionati del mondo under 20 di atletica leggera, che nel 2022 sono stati a Cali, in Colombia, e che nel 2024 si terranno a Lima, in Perù. A questi si aggiungono i vari campionati continentali di categoria (africani, asiatici, europei, oceaniani e panamericani), più manifestazioni minori come i campionati arabi, i CARIFTA Games riservati ai paesi caraibici, i campionati centroamericani e caraibici, i campionati centroamericani e i campionati sudamericani.